# Петровська Ірина Євгенівна
Петровська Ірина Євгенівна (7 березня 1960, Москва, РРФСР, СРСР) — російська теле- і радіоведуча, журналіст, телекритик, член Академії російського телебачення, лауреат Премії Президента Росії (1999) та Премії уряду Росії в галузі засобів масової інформації (2011).

## Життєпис
Ірина Петровська народилася в Москві. Мати, Віра Олександрівна Березина, працювала викладачем російської мови і літератури.
Закінчила факультет журналістики МДУ ім. М. В. Ломоносова (відділення телебачення) в 1982 році, потім — очну аспірантуру. Була однокурсницею Влада Лістьєва.
З 1982 по 1985 рік позаштатно працювала в молодіжній редакції ЦТ СРСР.
З 1987 по 1990 рр. працювала в журналах «Журналіст» і «Огонёк».
З 1990 по 1993 рр. — ведуча постійної рубрики «Телебачення» в «Независимой газете», також була членом редколегії «Независимой газеты».
У 1993—1995 і 2000—2002 роках — оглядач, редактор відділу «Телебачення», член редакційної ради тижневика «Общая газета», пішла після придбання «Общей газеты» Лейбманом в кінці травня 2002 року.
У 1994 році — оглядач програми «Прес-експрес» (1-й канал Останкіно). До 1995 року була головним редактором тижневика «7 дней».
Вела програми «Газетні історії» телекомпанії «Облик» в 1994 році й «Прес-клуб» на «РТР».
З грудня 1995 по 2000 рік та з жовтня 2002 по лютий 2011 року — оглядач газети «Известия». Ведуча щотижневої рубрики «Теленеделя».
 
У травні 1996 року в газеті «Известия» було опубліковано статтю І. Петровської «Один на один з $15 тис.», в якій оглядач «Известий» відтворила слова прессекретаря В. Бринцалова Анатолія Толмачова, який стверджував, що Бринцалов за участь в програмі «Один на один» заплатив $15 тис. Ведучий програми «Один на один» Олександр Любимов подав позов на газету «Известия» і І. Петровську про захист честі та гідності. 19 листопада того ж року Тверський суд Москви ухвалив газеті «Известия» опублікувати спростування статті, а також виплатити позивачеві 7 млн рублів, хоча той просив 15 млрд рублів.
Як спеціальний кореспондент «Известий» отримала премію Спілки журналістів Росії «Золоте перо Росії» за 1997 рік. У березні 1999 була нагороджена Премією Президента Росії.
З 2004 року — член Академії Російського телебачення.
З 2005 по 2011 рік — ведуча програми «Друзі мого господаря» на телеканалі «Домашній», потім — «Живі історії».
Брала участь в програмах: «Школа лихослів'я» (НТВ) і «Життя прекрасне» (СТС/Домашній).
Зараз є співведучою Ксенії Ларіної в передачі «Людина з телевізора» на радіостанції «Ехо Москви».
З лютого 2011 року — оглядач «Новой газеты», ведуча щотижневої рубрики «Телетиждень з Іриною Петровською».
У жовтні 2011 року Ірині Петровської була присуджена премія Уряду Російської Федерації в області друкованих засобів масової інформації.
Доцент кафедри телебачення і радіомовлення факультету журналістики МДУ, з 2011 року також викладає у Вищій школі бізнесу МДУ.